# اوله وانلوند
اوله وانلوند (انگلیسی: Olle Wänlund; ۱۲ سپتامبر ۱۹۲۳ – ۱۱ ژانویهٔ ۲۰۰۹) دوچرخه‌سوار اهل سوئد بود.